# Souk El Arbaa du Gharb

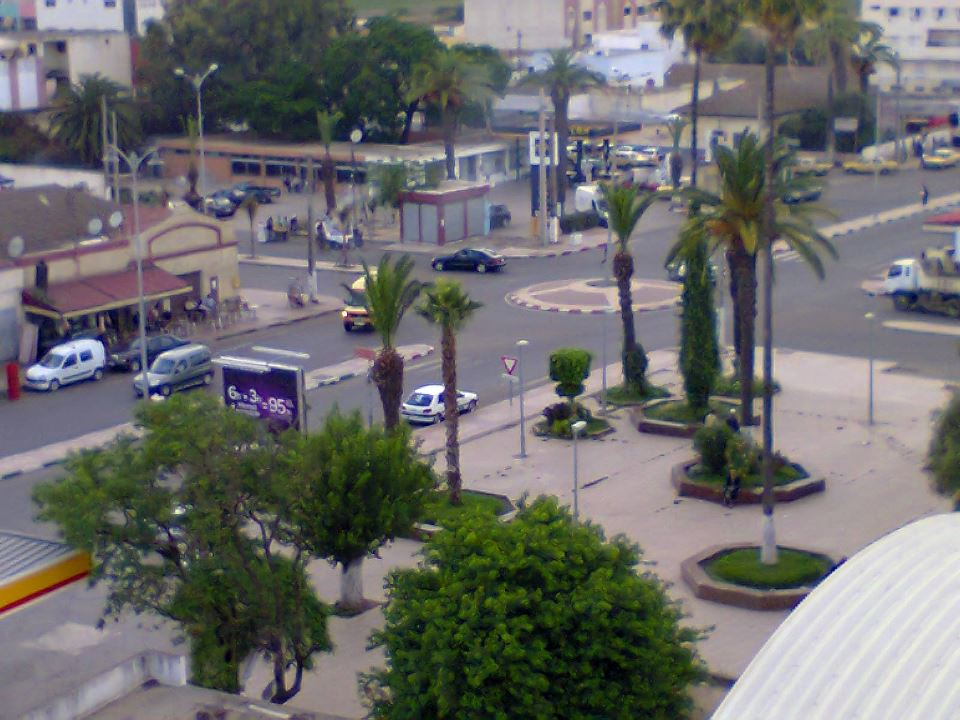

Souk El Arbaa (en arabe : سوق الاربعاء signifiant « Marché du 4e jour » c’est-à-dire « Marché du mercredi », en arabe, parfois orthographié « SK4 ») est une ville d'environ 90 000 habitants du Maroc. Elle est située dans la région de Rabat-Salé-Kénitra au nord ouest du Maroc.
La ville est composée des différents quartiers suivants : Hay Badr, Hay Pam, Hay Jadid, Hay Ziz, Hay Taqadoum, Ouled Douba, Siyeh, Quashla (Centre-ville), Hay Hind, Hay Salam et Ouled Ben Sbaa.

## Géographie
La ville de Souk El Arbaa est située en léger piémont sur le bord septentrional de la plaine fertile du Gharb à une altitude d'environ 35 mètres. La capitale de la province, Kénitra, et la capitale du pays, Rabat, se situent respectivement à 87 et 132 km au sud-ouest. 
Souk El Arbaa est une ville carrefour qui relie les routes de Tanger au nord, de Kénitra et Rabat au sud ouest, de Meknès et Fès au sud-est. Souk el Arbaa se situe historiquement au bord d'une immense zone humide, anciennement inondée les mois d’hiver, qui a été progressivement été asséchée et utilisée pour l'agriculture.

## Climat
Le climat influencé par l'Atlantique est tempéré à chaud. La pluie (environ 600 mm d’eau par an) tombe presque exclusivement pendant les mois d'hiver. Sur le tout le bassin de l'oued Sebou, les précipitations se répartissent en effet inégalement suivant deux saisons :  
- La saison humide, d’octobre à mai, environ 90% des précipitations totales ;
- La saison sèche, de juin à septembre, environ 10% des précipitations totales .

## Population
| date       | 1994   | 2004   | 2014   |
| population | 37.216 | 43.392 | 69.265 |

## Enseignement

### Collèges
- Elgarb
- Salah Eddine Al Ayoubi
- Mouad Ben Jabal
- Bni Malek

### Lycées
- Moulay El Hassan
- Sidi Aissa
- Moulay Abdallah Al-Sharif

## Agriculture
Connue pour ses plantations d'orangers dans les années 1950, l'agriculture s'est depuis diversifiée.

## Histoire

### Antiquité
Souk El Arba est un camp militaire romain (site dit de la Ferme Biarnay). 

### Histoire moderne
Jusqu'au début du XXe siècle, la ville n'était guère plus qu'un village agricole ou un bourg (Suq ou Souk). Son développement urbain a commencé à l'époque coloniale française. 
Pendant la période coloniale, Souk El Arbaa était située à la frontières du Maroc sous protectorat français avec le Maroc espagnol. En raison de ce positionnement stratégique, la France y stationna à partir de 1948 la 6e compagnie du 1er Régiment des Tirailleurs Marocains (RTM), commandée par le capitaine Jean Libraire.
Après l'indépendance du Maroc (2 mars 1956), le développement de Souk El Arbaa s'est encore intensifié. La ville offre les infrastructures économiques et sociales (commerce, artisanat, banques, assurances, écoles, hôpitaux, etc.) qui ont attiré les habitants des villages environnants.
Le 29 juillet 1956, des partisans du mouvement d'indépendance de l'Istiqlal ont commis un massacre de membres d'un groupe rival. Cet événement (aujourd'hui presque oublié) n'a été ramené aux yeux du public qu'en 2015 par l'auteur Driss Ganbouri dans le roman Zaman Al Khaouf («Le temps de la peur»).

## Personnalités liées à la ville
- El caïd Benaissa Lasri, caïd du Grand Gharb, a succédé à son père le caïd Kacem ben Asri. Riche propriétaire terrien, il fut décoré par le roi Mohammed V (dont il était proche) à plusieurs reprises pour avoir combattu sans relâche pour l'indépendance de la région et du pays. En route pour Tanger en 1947, le train royal s'est arrêté à Souk El Arbaa où el caïd Benaissa s'est vu honoré de recevoir pour le déjeuner le roi Mohamed V qui était accompagné par le prince héritier de l'époque (Hassan II). Les festivités furent organisées sur la place de l'indépendance (Al Istiqlal en face de la maison du Caïd Benaissa).
- Mostafa Gliti, écrivain marocain, y est né en 1950[réf. nécessaire].
- Mohammed Jellali (1944-2014), ingénieur hydrologue, membre résidant de l’Académie Hassan II des Sciences et Techniques, y est né[2].
- Mohamed Zafzaf (1943-2001), écrivain marocain, y est né.